# 유니버설문화재단
유니버설문화재단은 예술과 문화를 통한 진선미의 절대적가치 추구, 예술한국 홍보 및 세계평화 기여하기 위하여 2004년 8월 4일 설립된 문화체육관광부 소관의 재단법인이다. 사무실은 서울특별시 광진구 능동 25에 있다.

## 주요 사업
- 유니버설발레단 운영 및 국내외 발레공연 개최
- 발레인구 저변확대 활동
- 선화예술중.고학교법인 선문학원 지원